# سمنبو
سمنبو (سمن) بادغیسی از زنان شاعر فارسی‌گوی افغانستانی در سال ۱۳۰۸ هجری شمسی در بادغیس افغانستان دیده به جهان گشود و علی‌رغم بی‌سواد بودن اشعار فراوانی سرود. 
مجموعه‌های شعر ناله‌های سمنبو (کابل ۱۳۴۶)، گل‌های سمنبو (هرات ۱۳۵۰) و گزیده اشعار (کابل ۱۳۶۸) از وی منتشر شده‌است.

## نمونه شعر
| از غزل شاخه خشک:                   |  |                                     |
| بی‌سوادم در حیات خویش خوار افتاده‌ام |  | مثل مجنونم به دشت و کوهسار افتاده‌ام |
| صبر و آرام و قرارم رفت در هجر نگار |  | هم چو آب چشمه‌ام در رهگذار افتاده‌ام  |

## مرجع
- میرشاهی، مسعود. شعر زنان افغانستان نشرشهاب، نشرافکار، تهران ۱۳۸۳: ۴۳-۴۲